# Genki Egawa
Genki Egawa (japanisch 江川 慶城 Egawa Genki; * 2. April 2000 in Ōtsu, Präfektur Shiga) ist ein japanischer Fußballspieler.

## Karriere
Genki Egawa erlernte das Fußballspielen in der Jugendmannschaft des Zweitligisten Kyōto Sanga. Hier unterschrieb er am 1. Februar 2019 seinen ersten Vertrag. Von März 2019 bis November 2019 wurde er von dem brasilianischen Verein Londrina EC ausgeliehen. Der Verein aus Londrina spielte in der zweiten brasilianischen Liga, der Série B. Nach der Ausleihe kehrte er nach Kyōto zurück. Die Saison 2020 kam er bei Sanga nicht zum Einsatz. Im Januar 2021 unterschrieb er einen Vertrag beim Iwaki FC. Mit dem Verein aus Iwaki spielte er 2021 in der vierten Liga. Am Ende der Saison feierte er mit Iwaki die Meisterschaft und den Aufstieg in die dritte Liga. Sein Drittligadebüt gab er am 10. April 2022 (5. Spieltag) im Auswärtsspiel gegen den AC Nagano Parceiro. Hier stand er in der Starelf und spielte die kompletten 90 Minuten. Nagano gewann das Spiel mit 4:0. Am Ende der Saison feierte er mit Iwaki die Meisterschaft und den Aufstieg in die zweite Liga.

## Erfolge
Iwaki FC
- Japanischer Viertligameister: 2021  ▲
- Japanischer Drittligameister: 2022  ▲